# Akita Shoten
Akita Publishing Co., Ltd. (株式会社秋田書店, Kabushiki-gaisha Akita Shoten) é uma editora japonesa com sede em Chiyoda, Tóquio. Foi fundada por Teio Akita em 10 de agosto de 1948. Seu público-alvo são adolescentes (shōnen e shōjo), e atualmente publica principalmente mangás.[carece de fontes?] Em 2020, o presidente da empresa é Shigeru Higuchi.

## Revistas

### Revistas de mangá voltadas ao público masculino

#### Revistasshōnen
- Bessatsu Shōnen Champion (別冊少年チャンピオン, Bessatsu Shōnen Chanpion) – Bimestral (dia 12 do mês)
- Champion Red (チャンピオンレッド, Chanpion Reddo) – Mensalmente (dia 19 do mês)
- Monthly Shōnen Champion (月刊少年チャンピオン, Gekkan Shōnen Chanpion) – Mensalmente (dia 6 do mês)
- Weekly Shōnen Champion (週刊少年チャンピオン, Shūkan Shōnen Chanpion)[3] – Semanalmente (todas as quintas-feiras)
- Manga Cross (マンガクロス, Mangakurosu) – Web comics semanais (terça e quinta-feira)[4]

#### Revistasseinen
- Champion Red Ichigo (チャンピオンレッドいちご, Chanpion Reddo Ichigo) – Bimestral (dia 5 do mês), extinto
- Golf Comic (ゴルフコミック, Gorufu Komikku) – Mensalmente (dia 1º de cada mês)
- Play Comic (プレイコミック, Purei Comikku) – Bimensalmente (cada 2ª e 4ª quinta-feira do mês)
- Young Champion (ヤングチャンピオン, Yangu Chanpion) – Semimonthly (each 2nd and 4th Tuesday of the month)
- Young Champion Retsu (ヤングチャンピオン烈, Yangu Chanpion Retsu) – Bimestral (3ª segunda-feira do mês)

### Revistas de mangá voltadas ao público feminino
- Princess (プリンセス, Purinsesu) – Mensal (dia 6 de cada mês)[5]
- Princess Gold (プリンセスゴールド, Purinsesu Gōrudo) – extinta[6]
- Petit Princess (プチプリンセス, Puchi Purinsesu) – Mensalmente (dia 1º de cada mês, apenas digital)[7]
- Mystery Bonita (ミステリーボニータ, Misutarī Bonīta) – dia 6 de cada mês
- Suspiria Mystery (サスペリアミステリー, Sasuperia Misutarī) – dia 24 de cada mês ímpar
- Elegance Eve (エレガンスイブ, Eregansu Ibu) – dia 26 de cada mês
- For Mrs. (フォアミセス, Foa Misesu) – Mensal (dia 3 de cada mês)[8]
- For Mrs. Special (フォアミセススペシャル, Foa Misesu Supesharu) – Trimestral[9]
- Love MAX (恋愛 MAX, Rabu Makkusu) – dia 6 de cada mês ímpar
- Love Cherry Pink (恋愛チェリーピンク, Rabu Cherī Pinku) – dia 6 de cada mês par
- Desir SP (デジールSP, Dejīru Supesharu) – dia 28 de cada mês par
- Hitomi (ひとみ) – extinta

### Outras revistas
- Family Computer Champion (ファミコンチャンピオン, Famikon Chanpion) – extinta
- Bōken'ō (冒険王) – extinta[10]